# Вишеслав
Вишеслав е първият известен сръбски княз. Князът е родоначалник на династията Властимировичи.

## История
Княз Вишеслав застава начело на Сръбското княжество от 780 година.